# Беріндія
Беріндія (рум. Berindia) — село у повіті Арад в Румунії. Входить до складу комуни Бутень.
Село розташоване на відстані 371 км на північний захід від Бухареста, 67 км на схід від Арада, 121 км на південний захід від Клуж-Напоки, 95 км на північний схід від Тімішоари.

## Населення
За даними перепису населення 2002 року у селі проживала 221 особа, усі — румуни. Усі жителі села рідною мовою назвали румунську.